# Aetholopus
Aetholopus is een kevergeslacht uit de familie van de boktorren (Cerambycidae). De wetenschappelijke naam van het geslacht werd voor het eerst geldig gepubliceerd in 1865 door Pascoe.

## Soorten
Aetholopus omvat de volgende soorten:
- Aetholopus exutus Pascoe, 1865
- Aetholopus halmaheirae Breuning, 1982
- Aetholopus lumawigi Hayashi, 1976
- Aetholopus papuanus Breuning, 1948
- Aetholopus scalaris Pascoe, 1865
- Aetholopus sericeus Breuning, 1938
- Aetholopus thylactoides Breuning, 1958